# 10375 Michiokuga
10375 Michiokuga este un asteroid din centura principală, descoperit pe 21 aprilie 1996, de Akimasa Nakamura.